# 拜占庭禮天主教哈薩克暨中亞細亞宗座署理區
拜占庭禮天主教哈薩克暨中亞細亞宗座署理區（拉丁語：Apostolica Administratio Kasakstanianus）是一個東儀天主教宗座署理區，負責牧養中亞細亞五國的拜占庭禮教友。直屬聖座。
教長區成立於2019年6月1日，宗座署理駐於哈薩克卡拉干達。2019年有八名司鐸、10,000名教友。現任宗座署理為瓦西里‧賀維拿。